# Kostel svaté Ludmily (Litoměřice)
Kostel svaté Ludmily v Litoměřicích je bývalý klášterní kostel kapucínského litoměřického konventu. Barokní objekt kostela se nachází na Kapucínském náměstí v Litoměřicích. Je chráněn jako kulturní památka.

## Architektura
Iniciátorem a hlavním donátorem výstavby kláštera byl hrabě František Arnošt Šlik († 1675).

### Exteriér
Jedná se o raně barokní stavbu, která je velmi jednoduchá, podélná jednolodní stavba s užším ploše uzavřeným presbytářem a s nižší kaplí při východním boku má průčelí přecházející bez římsy do strmého trojúhelníkového štítu. Portál je obdélný s trojúhelníkovým frontonem. Klenba lodi, patrně díky zásahu laického stavitele, je prolomena výsečemi, stejně jako klenba v kapli Panny Marie, připojené k východní straně.

### Interiér
Souběžně s dokončením stavebních prací byl kostel zařizován. Toto zřízení z doby kolem roku 1657, s charakteristickými boltcovými motivy a neméně typickou kombinací černé barvy se zlacením, se zachovalo dodnes.
Hlavní oltář je typu tříosého triumfálního oblouku se sloupky a trojúhelníkovým štítem je vybaven titulním obrazem znázorňující Smrt sv. Ludmily. Byl namalován zřejmě v rozmezí let 1653–1655 od Tobiášem Pockem. V bočních polích se nachází obraz sv. Kateřiny a sv. Barbory. Tabernákl a stěna s bočními průchody, vázami a obrazy sv. Václava a sv. Víta jsou rokokové a pochází z poloviny 18. století.
Po stranách triumfálního oblouku jsou dva protějškové raně barokní oltáře sv. Antonína Paduánského z roku 1669 a sv. Františka z Assisi s boltcovými a akantovými řezbami, který byl vztyčen již roku 1651. Oba titulní obrazy jsou novodobé, avšak oválné obrazy v nástavcích jsou původní.
Na východní straně jsou dva stejné oltáře portálového typu sv. Josefa a Panny Marie. Jsou ozdobeny rokokovými doplňky. Pochází z poloviny 18. století. Titulní obraz na oltáři Panny Marie pochází z roku 1781 a je dílem J. F. Klingera, ostatní obrazy jsou pak novodobé. V této kapli byla umístěna krypta hlavního donátora, hraběte Františka Arnošta Šlika († 1675).
Ve východní kapli je rokokový oltář Neposkvrněné Panny Marie z poloviny 18. století. Je opatřen původním obrazem a sochami sv. Františka Serafinského a sv. Alžběty Duryňské. Na západní straně je umístěn oltář sv. Markéty Alacoque z poloviny 18. století. Jsou zde původní sochy sv. Vavřince a sv. Fidelia. Oltář má v nástavci oválný obraz sv. Felixe. Titulní obraz je novodobý. Barokní oltář sv. Anny z počátku 18. století je vybaven doplňky z poloviny 18. století. Jeho titulní obraz je zvětšenou kopií díla J. Führicha. Oválný obraz v jeho nástavci je původní.

## Okolí kostela a klášter
Před kostelem stojí socha sv. Jana Nepomuckého z doby po roce 1729 a misijní kříž z roku 1840.
K západnímu boku kostela přiléhá bývalý kapucínský klášter o čtyřech patrových křídlech kolem uzavřeného nádvoří. Je částečně s arkádami. Z pravidelné dispozice konventu vystupuje v jihovýchodní nároží samostatný čtvercový objekt hygienického zařízení, který je charakteristický i pro jiné kapucínské kláštery. Ve východním křídle byl umístěn refektář a v patře nad ním knihovna. Nejvíce cel řeholníků bylo umístěno v jižním křídle, které mělo, jako jediné v objektu, v patře trojtraktovou dispozici. Ta byla typická pro stavby mendikantských řádů, mezi něž patří též kapucíni. Prostory nebyly vytápěny, podle tehdejších řádových regulí to nebylo možné a topilo se pouze v místnostech severního křídla, které byly patrně prostorami pro nemocné řeholníky (infirmarium).